# Тоні Гріліш
Ентоні Патрік Гріліш (англ. Anthony Patrick Grealish) відоміший під ім'ям Тоні Гріліш (англ. Tony Grealish, 21 вересня 1956, Лондон — 23 квітня 2013, Девон) — ірландський футболіст, що грав на позиції півзахисника. Відомий за виступами в низці англійських клубів, зокрема «Лейтон Орієнт», «Брайтон енд Гоув» та «Манчестер Сіті», а також у складі національної збірної Ірландії.

## Клубна кар'єра
Тоні Гріліш народився в Лондоні, та розпочав виступи в професійному футболі в 1974 році виступами за лондонську команду другого англійського дивізіону «Лейтон Орієнт», в якій грав до 1979 року, взявши участь у 131 матчі чемпіонату.
У 1979 році Гріліш став гравцем іншої команди другого англійського дивізіону «Лутон Таун», у складі якого грав протягом двох сезонів. У 1981 році Гріліш став гравцем клубу першого англійського дивізіону «Брайтон енд Гоув», у складі якого в 1983 році грав у фіналі Кубка Англії, щоправда «Брайтон енд Гоув» поступився у фіналі клубу «Манчестер Юнайтед», та в цьому році й вибув до другого дивізіону, й наступний сезон Тоні Гріліш провів у складі команди в другому англійському дивізіоні.
У 1984 році Тоні Гріліш став гравцем клубу першого англійського дивізіону «Вест-Бромвіч Альбіон», у складі якого грав до кінця сезону 1985—1986 років. На початку сезону 1986—1987 років Гріліш грав у складі команди першого дивізіону «Манчестер Сіті», проте гравцем основи не був, та зіграв у складі «городян» лише 11 матчів. З наступного сезону Гріліш грав у низці команд нижчих англійських дивізіонів, зокрема «Ротергем Юнайтед», «Волсолл» та «Бромсгроув Роверс». У 1995 році Тоні Гріліш завершив виступи на футбольних полях.

## Виступи за збірну
Незважаючи на те, що Тоні Гріліш народився в Англії, він вирішив грати у складі національної команди своєї історичної батьківщини, й у 1976 році дебютував у складі національної збірної Ірландії. У складі збірної брав участь у відбіркових матчах до чемпіонатів світу. У складі збірної грав до 1985 році, провів у її формі 45 матчів, забивши 8 голів.

## Після завершення виступів на футбольних полях
Після завершення виступів на футбольних полях Тоні Гріліш тренував нижчолігові англійські команди. Останні роки життя жив у графстві Девон. Помер Тоні Гріліш 23 квітня 2013 року від раку.

## Особисте життя
Племінником Тоні Гріліша є британський музикант Example.

## Титули і досягнення
- Фіналіст Кубка Англії (1):

«Брайтон енд Гоув»: 1982–83